# Нуерски језик
Нуерски језик (Naadh), је језик из породице нило-сахарских језика. Њиме се служи око 1.000.000 становника Јужног Судана и Етиопије, који су припадници етничке групе Нуер То га чини другим по броју говорника у овој Јужном Судану. Служи се латиничним алфабетом и подељен је на неколико дијалеката — гаџак, лоу и гавер.